# Втрати 15-го окремого гірсько-піхотного батальйону
У статті описано деталі загибелі бійців 15-го окремого гірсько-піхотного батальйону.

## Поіменний перелік
| Прізвище, ім'я, по батькові      | Військове звання                                                | Дата загибелі     | Опис |
| -------------------------------- | --------------------------------------------------------------- | ----------------- | --- |
| Середа Борис Миколайович         | підполковник                                                    | 30 квітня 2014    | При виконанні бойового завдання (за іншою версією — в ДТП), |
| Попович Роланд Стефанович        | гранатометник                                                   | 14 червня 2014    | загинув при обороні блокпоста під Луганськом. |
| Куля Михайло Васильович          | механік-водій                                                   | 17 червня 2014    | загинув у бою біля міста Щастя. |
| Попадинець Олександр Юрійович    | старший сержант, командир бойової машини — командир відділення  | 17 червня 2014    | загинув у бою з терористами поблизу міста Щастя |
| Мартин Сергій Васильович         |                                                                 | 17 червня 2014    | потрапили під обстріл неподалік селища Металіст, фугасним снарядом бойовики із засідки поцілили в БМП |
| Наливайко Василь Васильович      |                                                                 | 28 червня 2014    | під час так званого «перемир'я», загинув від кулі снайпера під час нападу бойовиків на колону тилового забезпечення між населеними пунктами Нижня Вільхова та Комишне,                                                           |
| Бєліков Віталій Миколайович      |                                                                 | 28 червня 2014    | на околиці Луганська терористи обстріляли автомобільну колону з продовольством. У бою зазнав поранення, несумісного з життям. |
| Білобров Юрій Вікторович         | капітан, командир роти                                          | 18 липня 2014     | загинув у бою під Луганськом. |
| Чорноус Володимир Михайлович     | командир зенітно-ракетного взводу                               | 19 липня 2014     | група військових виїхала з аеропорту Луганська назустріч колоні із підкріпленням, потрапила під обстріл артилерії терористів. Володимир Чорноус загинув.                                                                         |
| Георгієв Дмитро В'ячеславович    | капітан, заступник начальника штабу                             | 25 липня 2014     | загинув під час оборони аеропорту Луганська |
| Коренівський Сергій Петрович     | головний сержант роти                                           | 5 серпня 2014     | загинув у бою за аеропорт Луганська |
| Реготун Олег Петрович            | старший прапорщик, головний сержант взводу                      | 6 серпня 2014     | загинув у бою за аеропорт Луганська |
| Гречко Дмитро Миколайович        | солдат, кулеметник                                              | 14 січня 2015     | загинув від важких осколкових поранень під час обстрілу позицій бригади в районі села Нікішине |
| Конопльов Андрій Анатолійович    | старший сержант, стрілець — помічник гранатометника             | 24 січня 2015     | бої за Дебальцеве |
| Хіврич Сергій Олександрович      | старший сержант, старший стрілець                               | 24 січня 2015     | загинув поблизу с. Нікішине, стримуючи танкову атаку російських збройних формуваннь |
| Шевцов Олександр Михайлович      | солдат, стрілець-помічник гранатометника                        | 24 січня 2015     | загинув поблизу с. Нікішине, стримуючи танкову атаку російських збройних формуваннь |
| Михайлов Віталій Володимирович   | сержант                                                         | 30 січня 2015     | артобстріл терористами взводного опорного пункту, Дебальцеве |
| Григоришин Михайло Васильович    | солдат                                                          | 31 січня 2015     | бої за Дебальцеве |
| Довгий Олег Іванович             | лейтенант                                                       | 31 січня 2015     | бої за Дебальцеве |
| Матусевич Сергій Андрійович      | старший солдат                                                  | 31 січня 2015     | загинув при обстрілі терористами блокпосту біля Чорнухиного. Є свідчення, що був пораненим у голову, без свідомості залишився на окупованій території. Паспорт Матусевича терористи передали комусь з українських представників. |
| Стадник Микола Степанович        | старший прапорщик                                               | 2 лютого 2015     | під Дебальцевим в бою отримав поранення. Помер від поранень під час операції в Харкові. |
| Капуш Олександр Васильович       | старший солдат                                                  | 6 лютого 2015     | бої за Дебальцеве |
| Рябко Максим Олександрович       | молодший сержант                                                | 7 лютого 2015     | бої за Дебальцеве |
| Палай Андрій Йосипович           | солдат                                                          | 8 лютого 2015     | бої за Дебальцеве |
| Чумак Віталій Миколайович        | молодший сержант                                                | 8 лютого 2015     | бої за Дебальцеве |
| Гаврилюк Сергій Вікторович       | старший солдат                                                  | 16 лютого 2015    | бої за Дебальцеве |
| Фролов Олександр Миколайович     | молодший сержант                                                | 16 лютого 2015    | бої за Дебальцеве |
| Покладов Андрій Євгенович        | старший лейтенант                                               | 17 лютого 2015    | Бої за Дебальцеве |
| Шкредь Сергій Олексійович        | солдат                                                          | 22 березня 2015   | Бої за Дебальцеве, помер від поранень |
| Біянов Олександр Володимирович   | молодший сержант                                                | 7 квітня 2015     | від наслідків пневмонії, на яку захворів під час служби в зоні бойових дій |
| Бабич Іван Іванович              | солдат                                                          | 9 червня 2016     | Бої за Піски, помер від поранень |
| Дьяченко Олег Миколайович        | старший лейтенант                                               | 24 серпня 2016    | Бої за Піски |
| Горбатюк Віталій Володимирович   | солдат                                                          | 24 листопада 2016 | Бої за Авдіївку |
| Покидченко Михайло Юрійович      | солдат                                                          | 5 грудня 2016     | Бої за Авдіївку |
| Бричак Володимир Володимирович   | солдат                                                          | 4 липня 2017      | |
| Кушнір Михайло Васильович        | старший солдат                                                  | 12 грудня 2017    | під час несення служби в районі міста Горлівка |
| Тихоновський Валерій Тимофійович | капітан                                                         | 6 липня 2018      | вибух міномета на Рівненському полігоні |
| Власов Дмитро Олегович           | солдат                                                          | 6 липня 2018      | вибух міномета на Рівненському полігоні |
| Пишкар Юрій Юрійович             | солдат                                                          | 6 липня 2018      | вибух міномета на Рівненському полігоні |
| Ур Олександр Олександрович       | старший солдат                                                  | 23 жовтня 2018    | Старогнатівка |
| Нароженко Віталій Миколайович    | солдат                                                          | 17 лютого 2019    | ураження електричним струмом |
| Польовий Максим Миколайович      | майор                                                           | 27 травня 2021    | Новотошківське |
| Палей Артем Васильович           |                                                                 | 15 жовтня 2022    | Нова Кам’янка Нововоронцовського району Херсонської області |
| Слободян Сергій Станіславович    |                                                                 | 15 лютого 2023    | |
| Чулій Віктор Володимирович       | Командир бойової машини, командир гірсько-штурмового відділення | 11 червня 2023    | П’ятихатки, Василівського району, Запорізької області. |